# Europese kampioenschappen judo 2001
De Europese kampioenschappen judo 2001 waren de vijftiende editie van de Europese kampioenschappen judo en werden gehouden in het Palais Omnisports de Paris-Bercy in Parijs, Frankrijk, van vrijdag 18 mei en zondag 20 mei 2001. 
De Judo Bond Nederland vaardigde veertien judoka's af naar de Franse hoofdstad: Nynke Klopstra (–48 kg), Deborah Gravenstijn (–57 kg), Daniëlle Vriezema (–63 kg), Nicky Boontje (–70 kg), Claudia Zwiers (–78 kg), Françoise Harteveld (+78 kg), Karin Kienhuis (open klasse), Ruben Houkes (–60 kg), Bryan van Dijk (–66 kg), Dennis Meijer (–73 kg), Maarten Arens (–81 kg), Mark Huizinga (–90 kg), Elco van der Geest (–100 kg) en Dennis van der Geest (+100 kg en open klasse).

## Resultaten

### Mannen
| Gewichtsklasse | Goud                 | Zilver               | Brons                                |
| -------------- | -------------------- | -------------------- | ------------------------------------ |
| – 60 kg        | Elchin Ismaylov      | Cyril Soyer          | Cédric Taymans Nestor Khergiani      |
| – 66 kg        | Renat Mirzaliyev     | David Margoshvili    | Larbi Benboudaoud Jozef Krnáč        |
| – 73 kg        | Gennadiy Bilodid     | Giuseppe Maddaloni   | Daniel Fernandes Nicolai Belokosov   |
| – 81 kg        | Aleksei Budõlin      | Lacha Pipia          | Iraklı Uznadze Óscar Fernández       |
| – 90 kg        | Mark Huizinga        | Rasul Salimov        | Frédéric Demontfaucon Dmitri Budõlin |
| – 100 kg       | Ariel Ze'evi         | Ghislain Lemaire     | Elco van der Geest Iveri Jikurauli   |
| + 100 kg       | Tamerlan Tmenov      | Denis Braidotti      | Selim Tataroğlu Aleksi Davitashvili  |
| Open           | Aleksandr Mikhailine | Dennis van der Geest | Zoltán Csizmadia Ramaz Chochosvili   |

### Vrouwen
| Gewichtsklasse | Goud                | Zilver               | Brons                               |
| -------------- | ------------------- | -------------------- | ----------------------------------- |
| – 48 kg        | Frédérique Jossinet | Laura Moise          | Ann Simons Giuseppina Macri         |
| – 52 kg        | Inge Clement        | Isabelle Schmutz     | Laëtitia Tignola Ioana Maria Aluaş  |
| – 57 kg        | Isabel Fernández    | Deborah Gravenstijn  | Barbara Harel Cinzia Cavazzuti      |
| – 63 kg        | Gella Vandecaveye   | Claudia Heill        | Ylenia Scapin Radka Štusáková       |
| – 70 kg        | Ulla Werbrouck      | Cecilia Blanco       | Adriana Dadci Mariela Spacek        |
| – 78 kg        | Céline Lebrun       | Heidi Rakels         | Claudia Zwiers Michelle Rogers      |
| + 78 kg        | Katja Gerber        | Tea Donguzashvili    | Marie Elisabeth Veys Mara Kovačević |
| Open           | Sandra Köppen       | Anne-Sophie Mondière | Karina Bryant Irina Rodina          |

## Medaillespiegel
| Plaats | Land                | Goud | Zilver | Brons | Totaal |
| 1      | België              | 3    | 1      | 3     | 7      |
| 2      | Frankrijk           | 2    | 3      | 5     | 9      |
| 3      | Rusland             | 2    | 2      | 1     | 5      |
| 4      | Duitsland           | 2    | 0      | 0     | 2      |
| 4      | Oekraïne            | 2    | 0      | 0     | 2      |
| 6      | Nederland           | 1    | 2      | 2     | 5      |
| 7      | Spanje              | 1    | 1      | 1     | 3      |
| 8      | Azerbeidzjan        | 1    | 1      | 0     | 2      |
| 9      | Estland             | 1    | 0      | 1     | 2      |
| 10     | Israël              | 1    | 0      | 0     | 1      |
| 11     | Italië              | 0    | 2      | 3     | 5      |
| 12     | Georgië             | 0    | 1      | 4     | 5      |
| 13     | Oostenrijk          | 0    | 1      | 1     | 2      |
| 13     | Roemenië            | 0    | 1      | 1     | 2      |
| 15     | Zwitserland         | 0    | 1      | 0     | 1      |
| 16     | Verenigd Koninkrijk | 0    | 0      | 2     | 2      |
| 16     | Turkije             | 0    | 0      | 2     | 2      |
| 18     | Tsjechië            | 0    | 0      | 1     | 1      |
| 18     | Hongarije           | 0    | 0      | 1     | 1      |
| 18     | Moldavië            | 0    | 0      | 1     | 1      |
| 18     | Polen               | 0    | 0      | 1     | 1      |
| 18     | Slowakije           | 0    | 0      | 1     | 1      |
| 18     | Joegoslavië         | 0    | 0      | 1     | 1      |
| Totaal | Totaal              | 16   | 16     | 32    | 64     |